# Lý Điển
Lý Điển (180—215; tiếng Hán: 李典; Phiên âm: Lǐ Diǎn), tự Man Thành (曼成), là một đại tướng của Tào Ngụy trong thời Tam Quốc. Ông đã tham gia vào trận Quan Độ giữa Tào Tháo và Viên Thiệu. Lý Điển đóng vai trò quan trọng trong chiến dịch Tiêu Dao Tân nhằm bảo vệ Hợp Phì nhằm chống lại sự tấn công của quân đội Đông Ngô.
Theo Tam Quốc chí của Trần Thọ, Lý Điển là một người rất hăng hái nhưng cũng rất khiêm tốn và cầu tiến đối với việc học văn hóa. Ông cũng không thích tranh giành công lao với các tướng khác, không vì cái tôi cá nhân mà ảnh hưởng đến công vụ.

## Tiểu sử

### Thuở đầu
Lý Điển là người ở Cự Dã, cha ông, Lý Can, là người rất có thế lực trong vùng. Những năm đầu 190, Lý Can cùng thuộc hạ gia nhập lực lượng của Tào Tháo và tham gia vào cuộc chiến của các chư hầu chống lại cuộc khởi nghĩa Hoàng Cân, Viên Thiệu, và Đào Khiêm.
Trong suốt quá trình giao tranh với Lã Bố, Tào Tháo lệnh cho Lý Can trở về quê (nay là Hà Trạch, Sơn Đông) để đảm bảo sự ủng hộ ở địa phương. Thuộc hạ của Lã Bố là Tiết Lan (薛兰) và Lý Phong (李封) đã cố gắng thuyết phục Lý Can ủng hộ họ nhưng bị từ chối. Vì vậy họ đã sát hại Lý Can. Tào Tháo sau đó đã giao toàn bộ lực lượng của Lý Can lại cho anh trai của Lý Điển là Lý Chỉnh, người mang trọng trách trả thù cho Lý Can. Sau khi các lực lượng của Tiết Lan và Lý Phong bị tiêu diệt, Lý Chỉnh được phong làm Thứ Sử Thanh Châu.

### Phục vụ trong chiến dịch bắc phạt của Tào Tháo
Sau khi Lý Chỉnh chết, Lý Điển nắm quyền lực lượng cũ của cha mình, mặc dù ông không mấy quan tâm đến các vấn đề quân sự. Nhận ra tài trí của Lý Điển, Tào Tháo đã bổ nhiệm ông làm Thái thú Ly Hồ (nay là Đông Minh, Sơn Đông), chủ yếu phụ trách các vấn đề nội bộ.
Năm 200, Tào Tháo đối đầu với đại địch Viên Thiệu ở chiến trường Quan Độ. Lý Điển chỉ huy những người trong họ tộc cùng bộ hạ đảm nhận trách nhiệm cũng ứng lượng thảo và quân nhu cho tiền tuyền. Sau khi Viên Thiệu bị đánh bại, Tào Tháo mở các cuộc tấn công lên phía bắc nhằm vào các con của Viên Thiệu. Lý Điển được giao trọng trách vận lương cùng với Trình Dục. Họ đã tiến công và tiêu diệt một lực lượng quân đội của kè thù bảo vệ đường thủy nhầm đảm bảo sự thông suốt của việc vận chuyển quân nhu.
Năm 205, Lý Điển được cử đi trợ giúp Hạ Hầu Đôn ở trận chiến Bác Vọng nơi để chống lại các đợt tấn công của Lưu Bị. Lưu Bị đã đốt cháy doanh trại của quân Tào rồi đột ngột rút lui, Hạ Hầu Đôn liền đuổi theo truy kích mặc những cảnh báo của Lý Điển. Đúng như dự đoán, Hạ Hầu Đôn đã trúng mai phục của quân địch và bị đánh tan tác, khi Lý Điển mang viện binh đến giải vây. Cũng trong năm đó, Lý Điển và Nhạc Tiến được phái đi bao vây Cao Cán ở Hồ Quan (壶关). Lý Điển lại giành thắng lại một lần nữa. Sau đó ông được phong làm Phá Lỗ Tướng Quân (破虜將軍).

### Trận chiến bến Tiêu Dao
Sau khi Tào Tháo thất bại ở Giang Lăng năm 208 đã để Trương Liêu, Nhạc Tiến và Lý Điển trấn giữ trọng điểm chiến lược Hợp Phì với khoảng 7.000 quân ngăn sự uy hiếp của Tôn Quyền. Sau đó, Tôn Quyền đã đích thân chỉ huy một lực lượng quân Ngô hùng hậu tấn công Hợp Phì (khoảng 100.000 quân, nhưng có thể đã được xướng lên chứ không có thật). Dưới sự chỉ đạo của Tào Tháo, Trương Liêu và Lý Điển là soái lĩnh binh mã ra ngoài thành chống giặc, còn Nhạc Tiến thì thủ thành. Trương Liêu lo ngại mối bất hòa giữa Nhạc Tiến và Lý Điển sẽ làm hỏng đại sự, Lý Điển đảm bảo rằng sẽ lấy đại cục làm trọng. Vì vậy, họ đã mang 800 kỵ binh ra ngoài thành nghênh địch, họ đã làm giảm nhuệ khí của quân Ngô khi giết chết 2 đại tướng của Tôn Quyền.
Sau khi quân sĩ Đông Ngô bị mắc dịch bệnh, Tôn Quyền buộc phải rút quân về đóng trại tại phía bờ bắc Tiêu Dao Tân (逍遥津) để tránh dịch bệnh với khoảng 1.000 tướng sỹ, trong khi chờ đợi quân chủ lực ở phía bờ nam đến chi viện, Hợp Phì được giải vây. Nhân cơ hội này, Trương Liêu soái lĩnh vài ngàn kỵ binh đột kích quân Ngô, trong khi Lý Điển xung phong đi phá cầu nối giữa bờ bắc và bờ nam. Tôn Quyền ngay lập tức bị kỵ binh của Trương Liêu bao vây, nhưng đã được tướng quân Lăng Thống cứu giá trong khi đang phải chiến đấu trong vô vọng để tìm được thoát. Sau khi Tôn Quyền thoát khỏi vòng vây, Lăng Thống đã quay lại để cầm chân quân Tào. Tuy nhiên, Tôn Quyền suýt chút nữa đã bị bắt khi cầu đã bị phá, viện binh không thể đến cứu ông ta được. Vì không biết mặt Tôn Quyền, Lý Điển và Trương Liêu chỉ dồn toàn lực tấn công Lăng Thống, phép lạ đã xảy ra khi Tôn Quyền nhảy qua được chiếc cầu đã bị phá rồi tháo chạy về phía nam và được viện binh cứu thoát. Sau đó, Lý Điển và Trương Liêu đã hỏi 1 hàng binh của quân Ngô về danh tính của vị " tướng râu đỏ " rất giỏi về xạ thủ, thì mới biết người đó chính là Tôn Quyền. Cả ba vị tướng quân chỉ còn biết than vãn tiếc nuối khi để tuột mất cơ hội quý báu đó. Khi Tào Tháo nghe được tin Tôn Quyền suýt bị bắt, ông cũng không tin thám báo, và trực tiếp di giá đến Hợp Phì để theo dõi trận chiến. Được tận mắt chứng kiến, Tào Tháo cũng chỉ có thể than thở và khen ngợi chiến công của các tướng và sự can đảm của họ. Vì công lao này, Lý Điển đã được trọng thưởng rất hậu.

### Qua đời
Không ai biết thời gian và nguyên nhân mất của Lý Điển, mặc dù khi đó tuổi của ông khi mất là khoảng 45. Khi Tào Phi kế vị Thào Tháo năm 220 đã sắc phong cho Lý Điển là Mẫn Hầu (湣侯), ý nghĩa là "Thiện Cảm Hậu", để tưởng nhớ công lao của Lý Điển ở trận Tiêu Dao Tân. Lý Điển có một người con trai được phong Quan Nội Hầu (關内侯, tước vị thấp nhất trong tước Hầu) và ăn lộc 1 trăm hộ.

## Chức vụ và chức danh từng nắm giữ
- Dĩnh Âm Lệnh (潁陰令)
- Trung Lang Tướng (中郎將)
- Ly Hồ Thái thú (離狐太守)
- Bì Tướng Quân (裨將軍)
- Phá Lỗ Tướng Quân (破虜將軍)
- Đô Đình Hầu (都亭侯)
- Mẫn Hầu (湣侯) - được truy phong sau khi mất